# إدواردو بيريز (لاعب كرة قاعدة)
إدواردو بيريز (بالإنجليزية: Eduardo Pérez) هو لاعب كرة قاعدة أمريكي، ولد في 11 سبتمبر 1969 في سينسيناتي في الولايات المتحدة.

## وصلات خارجية
- إدواردو بيريز على موقع IMDb (الإنجليزية)

- إدواردو بيريز على موقع دوري كرة القاعدة الرئيسي (الإنجليزية)
- إدواردو بيريز على موقع الدوري الياباني لكرة القاعدة (الإنجليزية)
- إدواردو بيريز على موقعبيزبول رفرنس.كوم (الدوري الرئيسي) (الإنجليزية)
- إدواردو بيريز على موقعبيزبول رفرنس.كوم (الدوري الثانوي) (الإنجليزية)
- إدواردو بيريز على موقع إي إس بي إن.كوم (أم.أل.بي) (الإنجليزية)
- إدواردو بيريز على موقع مشجعي الرسوم البيانية (الإنجليزية)